# Klymenos (König von Orchomenos)
Klymenos (altgriechisch Κλύμενος Klýmenos) ist in der Griechischen Mythologie ein König des boiotischen Orchomenos.
Gewöhnlich gilt er als einer von drei Söhnen des Königs Orchomenos. Einer anderen Sagentradition nach starb Orchomenos kinderlos und die Königsherrschaft ging an Klymenos über, der in dieser Version Sohn des Presbon, eines Nachkommen des Phrixos, war. Gattin des Klymenos war Buzyge, eine Tochter des Lykos; in anderen Versionen wird sie Budeia genannt. Seine Söhne waren: Erginos, Stration, Arrhon, Pyleus und Azeus. Homer nennt als seine älteste Tochter Eurydike, die Gattin des Nestor. Ferner erwähnen antike Autoren eine weitere Tochter namens Axia.   
Klymenos wurde im Hain des Poseidon bei Onchestos durch den Steinwurf eines Thebaners getötet. Übeltäter soll laut Apollodor Periedes, der Wagenlenker des Menoikeus, gewesen sein. Erginos, der seinem Vater auf dem Thron folgte, zog daraufhin gegen Theben, unterwarf es und legte ihm für 20 Jahre einen jährlichen Tribut von 100 Rindern auf.